# Eospilarctia
Eospilarctia é um gênero de traça pertencente à família Arctiidae.